# 14543 Sajigawasuiseki
14543 Sajigawasuiseki è un asteroide della fascia principale. Scoperto nel 1997, presenta un'orbita caratterizzata da un semiasse maggiore pari a 3,0989652 UA e da un'eccentricità di 0,0607892, inclinata di 12,68400° rispetto all'eclittica.